# Patrick Imbert (réalisateur)
Pour l’article ayant un titre homophone, voir Patrick Kanner.
ne doit pas être 
confondu avec Patrick Imbert, universitaire canadien.
Pour les personnes ayant le même patronyme, voir Imbert.

Patrick Imbert est un cinéaste français, principalement réalisateur et animateur mais également directeur de la photographie et ingénieur du son.

## Biographie
Patrick Imbert est originaire de Trèbes, en France. Il quitte sa région natale pour entrer à l'École des Gobelins à Paris où il devient animateur. Il collabore avec Benjamin Renner à la direction d'animation du long-métrage Ernest et Célestine, avant de co-réaliser Le Grand Méchant Renard et autres contes.... Le Sommet des dieux, adaptation du manga de Jiro Taniguchi, et second long-métrage de Patrick Imbert remportera le César du meilleur long-métrage d'animation en 2022. 

## Filmographie

### Réalisateur
- 2017 : Le Grand Méchant Renard et autres contes... (film composé de trois courts-métrages, réalisation de deux des trois courts-métrages) avec Benjamin Renner
- 2021 : Le Sommet des dieux

### Scénariste
- 2021 : Le Sommet des dieux

### Animateur
- 2002 : Corto Maltese, la cour secrète des arcanes (animation)
- 2003 : Les Trois Rois Mages (animation)
- 2012 : Ernest et Célestine (direction de l'animation)
- 2015 : Avril et le Monde truqué (direction de l'animation)
- 2017 : Le Grand Méchant Renard et autres contes...

### Courts métrages
- 2001 : Bas les masses (direction de la photographie)
- 2002 : Boulot, boulot ! (ingénieur du son)
- 2004 : Balade de fruits (ingénieur du son)
- 2014 : Bang bang ! (animation)
- 2015 : Victor Lebrun ? (ingénieur du son)

### Série télévisée d'animation
- 2008 : Le club des 5: Nouvelles enquêtes (supervision de l'animation de trois épisodes)

## Distinctions

### Récompenses
- Festival Ale Kino 2017 : Golden Poznań Goat pour Le Grand Méchant Renard et autres contes...
- Lumières 2018 : Lumière du meilleur film d'animation pour Le Grand Méchant Renard et autres contes...
- César 2018 : César du meilleur film d'animation pour Le Grand Méchant Renard et autres contes...
- Lumières 2022 : Lumière du meilleur film d'animation pour Le Sommet des dieux
- César 2022 : César du meilleur film d'animation pour Le Sommet des dieux

### Nominations
En 2014, Patrick Imbert fait partie des finalistes nommés pour l'Annie Award de la Meilleure animation de personnage pour le cinéma (« Outstanding Achievement in Character Animation in a Feature Production »). Il est également finaliste de ce prix, avec Marco Nguyen et Benjamin Renner, pour son travail de réalisation et d'animation sur Le Grand Méchant Renard et autres contes... en 2018.
Le second long-métrage de Patrick Imbert, Le Sommet des dieux est sélectionné au festival de Cannes en 2021.